# 강도래
강도래(학명: Kamimuria tibialis)는 강도래과에 속하는 곤충이다.
몸길이 14~18mm이고 몸색깔은 흑갈색이고 머리에 황갈색 무늬가 두 개 있다. 더듬이의 뒤쪽은 노란색이고 앞쪽은 흑갈색이며, 날개는 담황갈색으로 매우 얇다.
유충은 시냇물의 돌 밑과 물 속의 나뭇잎에 살며, 물의 흐름이 완만한 곳에 많다. 보통 세 쌍의 다리로 걷는다. 초여름에 성충이 나타나는데, 우화 때는 잠자리와 같이 물 위의 돌이나 나뭇가지 위로 올라가는데, 탈피하면 공중으로 날아간다. 성충은 작은 수생동물과 남조류를 먹고 산다.